# Porst
Photo Porst — германская дистрибьютерская компания, торговая марка фототехники.

## История компании

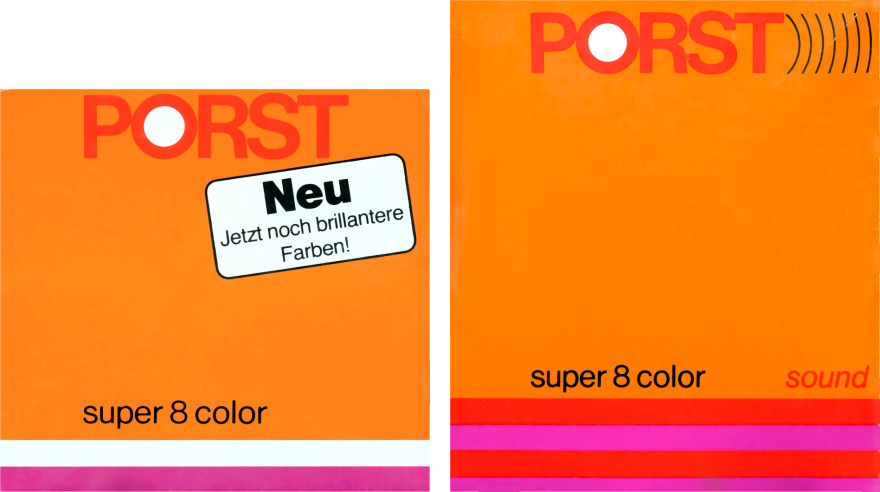
Коробка киноплёнки Porst.

1 июля 1919 года 23-летний клерк Ганс Порст (Hanns Porst, 9 февраля 1896 — 6 июня 1984) открыл в Нюренберге маленький фотомагазин. Ганс Порст с детства увлекался фотографией. Свой первый фотоаппарат он приобрёл в 15 лет на деньги, заработанные продажей газет. В 1925 году открылся третий магазин Порст.
Компания торговала всеми видами фотоаппаратов — от самых дешевых до дорогих. Продукция также распространялась по почтовым каталогам. Магазины открывались в крупных городах Германии по франшизе. Для печатания большого количества каталогов и конвертов компания создала собственное полиграфическое производство.
В конце 1950-х годов практически прекратились продажи по почтовым каталогам. К 1964 году продажи компании сильно упали из-за конкуренции с новыми производителями в СССР и Японии.
В 1960 году к руководству компанией пришёл Ганс Хайнц Порст (Hanns Heinz Porst) — сын Ганса Порста. Торговая сеть Порст выросла до 600 магазинов, агентов и партнёров по франшизе. Компания занимала около 25 % розничного фоторынка Западной Германии.
Компания была известна своей социальной политикой. Сотрудники Порст были акционерами компании, компания строила для своих рабочих жильё и другую социальную инфраструктуру. Компания первой в Нюренберге ввела 5-дневную рабочую неделю.
В 1964 году Ганс Хейнц Порст был арестован по обвинению в неуплате налогов. Позднее к этому добавились обвинения в шпионаже в пользу ГДР. 8 июля 1969 года Федеральный суд ФРГ приговорил Ганс Хайнц Порста к 2 годам и 9 месяцам тюремного заключения за шпионаж.
После тюремного заключения Порст передал компанию в собственность сотрудников и менеджмента, а к 1980 году вышел из состава руководителей компании. Компания перешла в собственность швейцарской торговой сети Interdiscount. У компании несколько раз менялись владельцы. После нескольких реорганизаций Photo Porst AG обанкротилась в 2002 году. Права на торговую марку Porst перешли группе Ringfoto. Полиграфический бизнес приобрела Kodak.

## Фотоаппараты Porst
Компания приобретала фотоаппараты у различных производителей: Agfa, Balda, Braun, Dacora, Franka, Adox и других.
С 1930-х по 1950-е компания использовала бренд Hapo — акроним от Hanns Porst. После этого бренд был изменён на Porst. Фотоаппараты для бренда Porst приобретались у Cosina, Fuji, Yashica, Mamiya, Taron, Balda и Franka.